# 워터월드: 어 라이브 시 워 스펙터큘러

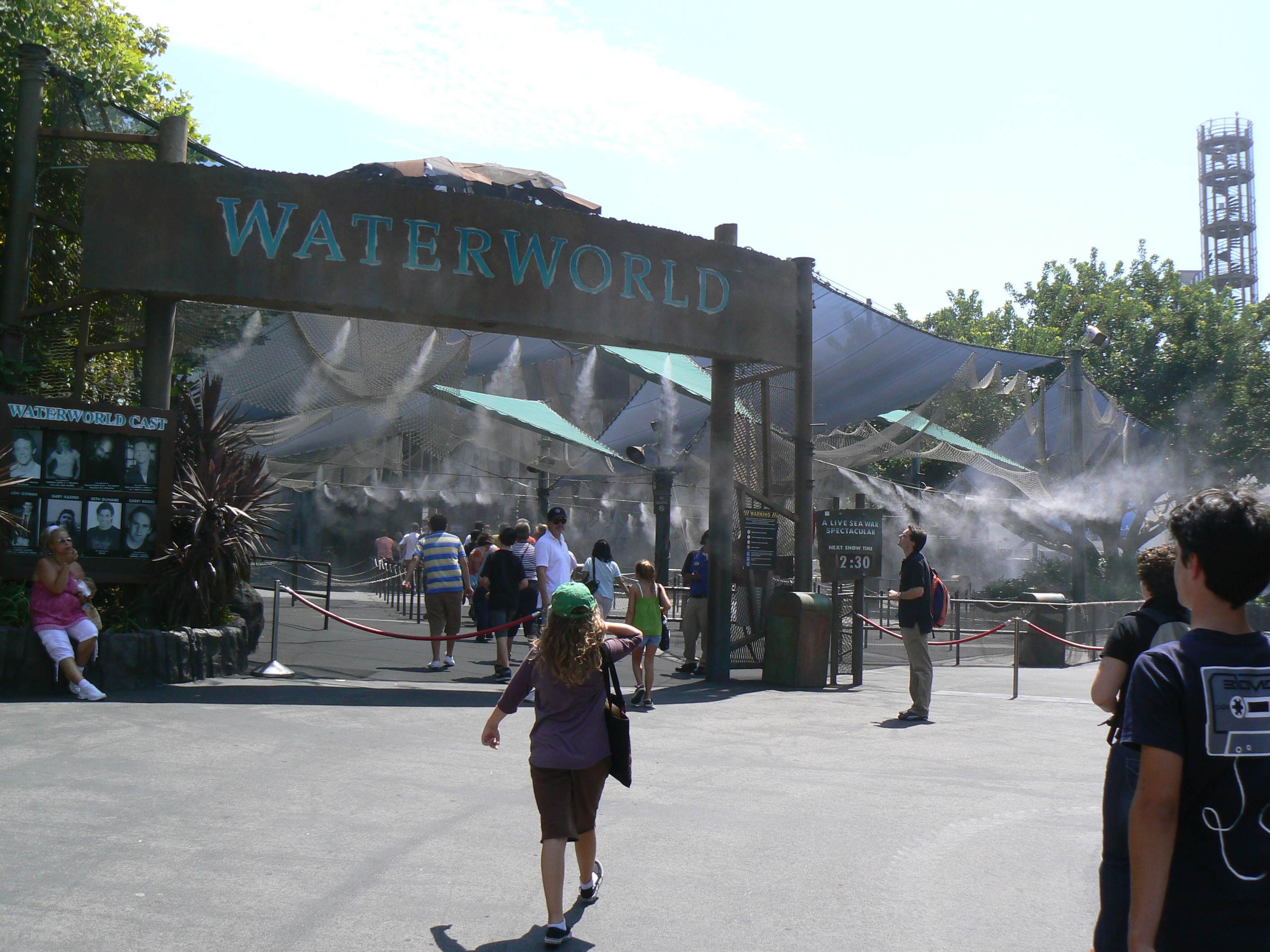
유니버설 스튜디오 할리우드의 Waterworld: A Live Sea War Spectacular

워터월드: 어 라이브 시 워 스펙터큘러(Waterworld: A Live Sea War Spectacular)는 유니버설 스튜디오 재팬, 유니버설 스튜디오 할리우드, 유니버설 스튜디오 싱가포르에 있는 놀이기구이다. 영화 워터월드의 배를 재현하였다.